# Distrikt Chilcayoc
Der Distrikt Chilcayoc liegt in der Provinz Sucre in der Region Ayacucho in Südzentral-Peru. Der Distrikt wurde am 20. März 1928 gegründet. Er besitzt eine Fläche von 29,8 km². Beim Zensus 2017 wurden 515 Einwohner gezählt. Im Jahr 1993 lag die Einwohnerzahl bei 792, im Jahr 2007 bei 668. Sitz der Distriktverwaltung ist die 3373 m hoch gelegene Ortschaft Chilcayoc mit 293 Einwohnern (Stand 2017). Chilcayoc liegt knapp 19 km nordöstlich der Provinzhauptstadt Querobamba.

## Geographische Lage
Der Distrikt Chilcayoc liegt im Andenhochland im Nordosten der Provinz Sucre. Der Distrikt wird im Osten von dem nach Norden fließenden Río Chicha begrenzt.
Der Distrikt Chilcayoc grenzt im Südosten und im Süden an den Distrikt San Salvador de Quije, im Südwesten an den Distrikt Querobamba, im Nordwesten an den Distrikt Chalcos sowie im Osten an die Distrikte San Antonio de Cachi und Chiara (beide in der Provinz Andahuaylas).

## Ortschaften
Neben dem Hauptort gibt es folgende größere Ortschaften im Distrikt:
- Anccasilla
- Cañana
- Hueccropampa
- Jatun Rumi
- Vilcabamba